# Metropolitan Opera Auditions of the Air

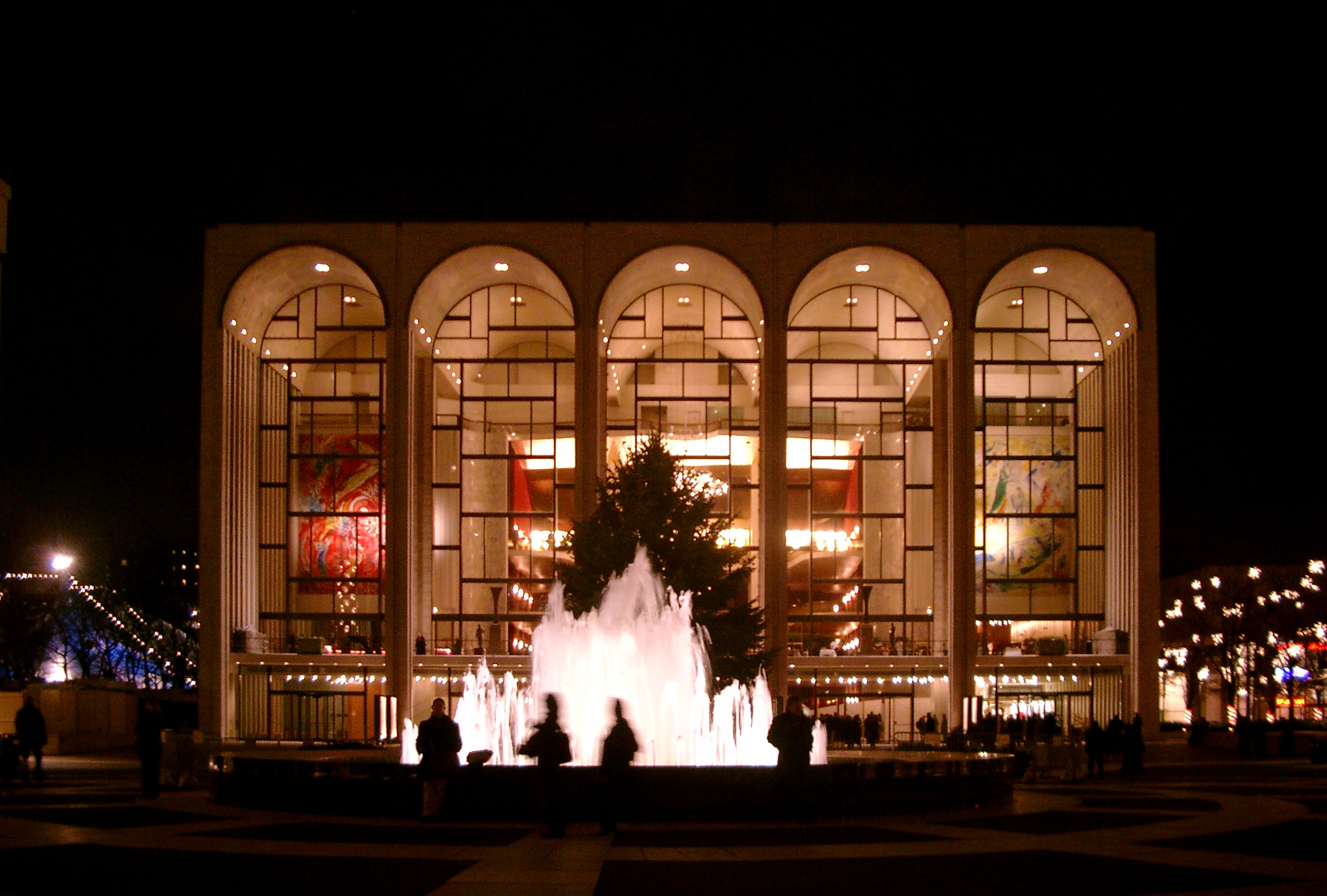
Metropolitan Opera

Die Metropolitan Opera Auditions of the Air waren ein jährlicher Gesangswettbewerb, der ab 1935 für mehr als zwei Jahrzehnte von der Metropolitan Opera in New York City veranstaltet wurde.

## Ziel
Ziel des Wettbewerbs war es, junge, vielversprechende Opernsänger und -sängerinnen zu finden, zu fördern und zu engagieren. Die Gewinner erhielten einen Geldpreis, die Möglichkeit ausgewählte Opernrollen mit dem Orchester der Metropolitan Opera im Radio zu singen und ihnen wurde ein Vertragsangebot unterbreitet.

## Geschichte
Die Metropolitan Opera Auditions of the Air wurden 1935 vom neu ernannten Generaldirektor der Metropolitan Opera, Edward Johnson, ins Leben gerufen und live zunächst bei NBC Radio übertragen. Angesichts der großen Anzahl an Wettbewerbsteilnehmern konnten im ersten Jahr 15 Sendungen, über mehrere Wochen hinweg, ausgestrahlt werden. Die ersten beiden Gewinner des Wettbewerbs waren der Tenor Arthur Carron und die Altistin Anna Kaskas. Beide wurden kurze Zeit später feste Ensemblemitglieder der Metropolitan Opera. Außerdem gelang es Sänger wie Risë Stevens, Eleanor Steber und Robert Merrill auf das New Yorker Opernhaus aufmerksam zu machen.
Die Wettbewerbe fanden mit Ausnahme der Jahre 1945/1946 und 1946/1947 jährlich statt und wurden ab 1947/1948 von der American Broadcasting Company übertragen. Rudolf Bing, seit 1950 Generaldirektor der Metropolitan Opera, beendete die Praxis allen Gewinnern des Wettbewerbs automatisch einen Vertrag am Opernhaus anzubieten.
Besorgt darüber, dass der Wettbewerb aufgrund der hohen Kosten für auswärtige Teilnehmer lediglich ein Instrument zur Förderung von Sängern in und um New York City blieb, gründete die Metropolitan Opera 1954 die Metropolitan Opera National Council Auditions. Mit dem neuen Wettbewerb, der regionale Vorentscheidungen in den US-Bundesstaaten vorsah, gelang es talentierte junge Opernsänger aus den gesamten Vereinigten Staaten zu finden und an das Opernhaus zu binden. Ab diesem Zeitpunkt wurden die Metropolitan Opera Auditions of the Air manchmal auch als Metropolitan Opera National Council Auditions of the Air bezeichnet. Da die American Broadcasting Company den Wettbewerb ab dem Ende der Opernsaison 1957/1958 nicht mehr ausstrahlte, wurde er 1958 letztmals ausgerichtet.

## Namhafte Gewinner
- Regina Resnik
- Robert Merrill
- Thomas Hayward
- Christine Johnson